# NK Pula ICI
NK Pula ICI je hrvatski nogometni klub iz Pule. 
Osnovan je kao klub radnika pulske cementare Istra cement. ICI u imenu je skraćeno od Istra Cement International. Svoje domaće utakmice igraju na stadionu SRC Valkane, a tradicionalne boje kluba su zelena i bijela. Najveći uspjeh im je igranje u Drugoj HNL sezone 1996./97., koja je tada predstavljala treći stupanj natjecanja. U svojoj debitantskoj sezoni, u konkurenciji od šesnaest klubova, završili su na desetom mjestu. Međutim, klub se iduće sezone povukao iz natjecanja, te se Pula ICI trenutačno natječe u 1. županijskoj nogometnoj ligi Istarske županije.

## Vanjske poveznice
- Savez sportova Grada Pule[neaktivna poveznica]